# Ciklikus asszociált
A ciklikus asszociált algebrai fogalom, a véges testek elméletében van alapvető szerepe. Fontos elméleti szerepe van például az ilyen testek feletti polinomok felbonthatóságának jellemzésében, de a testbővítések elméletében is hasznos. A véges testek elméletének egyébként például a digitális jelfeldolgozás elméletében van fontos szerepe (kódoláselmélet stb.) .
Legyen K véges test, és R ≤ K ennek egy részteste (tehát K|R, azaz K az R egy bővítése). Az {\displaystyle a^{|R|^{j}}\ ,\ j\in \mathbb {N} ^{+}} elemet, mely tehát az a egy hatványa az a∈K testbeli elem R résztestre vonatkozó j indexű ciklikus asszociáltjának nevezzük.
A {\displaystyle C_{R}(a)=(a^{|R|^{j}})_{j\in \mathbb {N} ^{+}}=(a^{|R|^{1}},a^{|R|^{2}},\dots ,a^{|R|^{j}},\dots )\in K^{\mathbb {N} ^{+}}} végtelen sorozat elemeit az a elem R résztestre vonatkozó ciklikus asszociáltjai sorozatának nevezzük. A {\displaystyle j\in \mathbb {N} ^{+}} kitevőt az {\displaystyle a^{|R|^{j}}} ciklikus asszociált indexének nevezzük.
Tehát az a elem összes ciklikus asszociáltja(inak halmaza) eme sorozat értékkészlete, azaz az
{\displaystyle k\in K|\exists j\in \mathbb {N} ^{+}} {\displaystyle k=a^{|R|^{j}}} {\displaystyle =} {\displaystyle \{a^{|R|^{1}},a^{|R|^{2}},\dots ,a^{|R|^{j}},\dots \}} halmaz elemei. Ennek számossága véges, és az a elem cR(a) ciklikus rendje.
A fogalom végtelen testekre is általánosítható, például úgy, hogy egy elem ciklikus asszociáltjai az elem minimálpolinomjának gyökei.
A ciklikus asszociált fogalmához nagyon hasonlít a ciklikus konjugált fogalma ld. még lentebb is.

## Ciklikus rend
.
Belátható, hogy a ciklikus asszociáltak CR(a) sorozata periodikus, és (minimális) periódusa épp az a R-re vonatkozó ciklikus rendje. Lásd ott .

## Ciklikus konjugáltak
Ha a ciklikus asszociáltak olyan véges sorozatát vesszük, mely – kivételesen a 0-t is a szóba jövő indexek közé számítva – az első {\displaystyle d:=log_{|R|}(|K|)=dg(K|R)} {\displaystyle j\in \{0,2,\dots ,d-1\};} indexű asszociáltat tartalmazza, akkor az R résztestre vonatkozó ciklikus konjugáltakról (röviden konjugáltakról) beszélünk.
Tehát az a∈K elem ciklikus konjugáltjai {\displaystyle a^{|R|^{0}}=a,a^{|R|^{1}},\dots ,a^{|R|^{dg(K|R)-1}}}. Természetesen mivel d-1 általában nagyobb (egészen pontosan, ha c a ciklikus rend, c|d teljesül, ld. itt), mint a ciklikus rend, ezért a ciklikus konjugáltak nem mind különböző elemek.

## Tulajdonságok

### Egy polinom gyökének ciklikus asszociáltjai is gyökök
A ciklikus asszociáltak legalapvetőbb tulajdonsága a következő:
Legyen K bővítése az R testnek (K|R), és {\displaystyle a\in K} gyöke az R test feletti polinomnak. Ekkor, sőt ekkor és csak ekkor, az a összes R-re vonatkozó ciklikus asszociáltja is gyöke e polinomnak.
- Legyen a polinom {\displaystyle f[x]=\sum _{i=0}^{k}\alpha _{i}x^{i}\in R[x]}, tehát {\displaystyle \alpha _{i}\in R}. A feltétel szerint {\displaystyle f[a]=\sum _{i=0}^{k}\alpha _{i}a^{i}=0\in K} .
  - A a csoportelméletből ismert Lagrange-tétel szerint bármely bármely {\displaystyle b\in R} elemre, tehát a polinom együtthatóira is, {\displaystyle \alpha ^{|R|}=1}, minthogy az R*=(R\{0},×) multiplikatív csoportbeli {\displaystyle o(\alpha )} rend osztója a csoport elemszámának, |R|-1-nek, tehát {\displaystyle \alpha ^{|R|-1}=1}, és innen {\displaystyle \alpha ^{|R|}=\alpha } (tehát egy testelemet a test elemszámára mint kitevőre emelve, magát az elemet kapjuk a hatvány értékeként – ez egyébként a Kis Fermat-tétel általánosítása véges testekre). Érvényes emiatt az {\displaystyle \left(\alpha +\beta \right)^{|R|}=\alpha ^{|R|}+\beta ^{|R|}} azonosság is az R-beli {\displaystyle \alpha ,\beta \in R} elemekre, ugyanis {\displaystyle \left(\alpha +\beta \right)^{|R|}=\alpha +\beta =\alpha ^{|R|}+\beta ^{|R|}}, hiszen R (rész)test, így zárt az összeadásra, és így {\displaystyle \alpha ,\beta \in R\Rightarrow \alpha +\beta :=\gamma \in R}, és ekkor az előbb elmondottak szerint {\displaystyle \gamma ^{|R|}=\gamma } .
  - Azonban ennél több is teljesül, és szükségünk is van rá. Nevezetesen ismert, hogy ha {\displaystyle k=c\!h(K)}a K test karakterisztikája, akkor az {\displaystyle {\mathfrak {f}}(x):K\mapsto K;{\mathfrak {f}}(x)=x^{k}} ún. Frobenius-függvény összeg- és szorzattartó (mellesleg injektív is), azaz egy homomorfizmus K-n. Az összegtartás, amire szükségünk van, az egyetlen nemtriviális állítás, azonban a binomiális tétel segítségével, és annak ismeretében, hogy {\displaystyle p\ |\ {p \choose k}} ha 0<k<p és p prím, az is belátható. Márpedig egy test karakterisztikája mindig prím.
  - Belátjuk, hogy ha a gyöke f-nek, akkor a|R| is gyöke f-nek, innen pedig indukcióval belátható, hogy ez utóbbi elemet akárhányszor is |R|-edik hatványra emelve, azaz bármelyik ciklikus asszociáltat is véve, az gyöke lesz f-nek. Valóban, {\displaystyle f[a^{|R|}]=\sum _{i=0}^{k}\alpha _{i}\left(a^{|R|}\right)^{i}} {\displaystyle =} {\displaystyle \sum _{i=0}^{k}\alpha _{i}^{|R|}a^{|R|\cdot i}} {\displaystyle =} {\displaystyle \sum _{i=0}^{k}\left(\alpha _{i}a^{i}\right)^{|R|}} {\displaystyle =} {\displaystyle \left(\sum _{i=0}^{k}\alpha _{i}a^{i}\right)^{|R|}} {\displaystyle =} {\displaystyle \left(f[a]\right)^{|R|}} {\displaystyle =} {\displaystyle \left(0\right)^{|R|}} {\displaystyle =} {\displaystyle 0\in K}, s eszerint {\displaystyle a^{|R|}} gyöke f-nek.
- Fordítva, ha a valamely asszociáltja gyöke a polinomnak, akkor eme asszociált minden ciklikus asszociáltja is gyök. De ezek halmaza semmi más, mint az a ciklikus asszociáltjai halmaza, hiszen az asszociáltak sorozata periodikus, így bármely elemét kezdjük hatványozni, előbb utóbb visszakapjuk az összes ciklikus asszociáltat.
- QED.

## Relatív automorfizmusok
Belátható, hogy két K testbeli elem (a,'b) akkor és csak akkor ciklikus asszociáltjai egymásnak az R résztestre vonatkozóan, ha van R-nek olyan ρ:K→K relatív automorfizmusa, mely a két elemet egymásba viszi, azaz amelyre ρ(a)=b.
Lásd bővebben a Véges test relatív automorfizmusainak karakterizációja, illetve a ciklikus konjugált szócikkekben.